# Guy Favières
Pour les articles homonymes, voir Favières et Perret.
Guy Jean Marie Perret, connu sous le nom de scène Guy Favières ou encore Favières, né le 1er juin 1876 à Paris (9e) et mort le 30 mars 1963 à Paris (16e), est un acteur français.

## Biographie
Guy Favières fait une longue carrière au cinéma entre 1912 et 1960.
Il joue un rôle non crédité dans la filmographie en 1954 dans Si Versailles m'était conté de Sacha Guitry.

## Filmographie
- 1912 : La Reine Élisabeth (Les Amours de la reine Élisabeth) de Henri Desfontaines, Louis Mercanton et Gaston Roudès
- 1916 : Le Lotus d'or de Louis Mercanton
- 1917 : National Red Cross Pageant de Christy Cabanne : Charles VII de France
- 1923 : La Faute des autres de Jacques Olivier
- 1924 : La Princesse aux clowns d'André Hugon : Le roi Michel II
- 1925 : Madame Sans-Gêne de Léonce Perret
- 1925 : Napoléon de Abel Gance
- 1927 : Fleur d'amour de Marcel Vandal
- 1928 : Bicchi (ou L'Île d'amour) de Berthe Dagmar et Jean Durand
- 1929 : Le Capitaine Fracasse d'Alberto Cavalcanti
- 1930 : Un crime au music-hall (ou Accusée, levez-vous!) de Maurice Tourneur : l'huissier aux Assises
- 1930 : La Lettre de Louis Mercanton
- 1930 : Monsieur le duc de Jean de Limur
- 1931 : Le Terrain pétrolifère d'André Chotin - court métrage -
- 1932 : Mélo de Paul Czinner
- 1933 : Le Grillon du foyer de Robert Boudrioz
- 1933 : Les Deux 'Monsieur' de Madame de Abel Jacquin et Georges Pallu : le commissaire
- 1934 : Les Misérables de Raymond Bernard - film tourné en trois époques - : Le médecin
- 1934 : Sidonie Panache de Henry Wulschleger - film tourné en deux époques -
- 1935 : Les souliers de Maurice Cloche - court métrage -
- 1936 : La Vie est à nous, film collectif : Le vieux chômeur / Gustave Bertin
- 1936 : Avec le sourire de Maurice Tourneur
- 1937 : Le Mystère du 421 de Léopold Simons : Patron Commissaire
- 1938 : Belle Étoile de Jacques de Baroncelli
- 1938 : Le Petit Chose de Maurice Cloche: Lalouette
- 1939 : Nord-Atlantique de Maurice Cloche
- 1939 : Yamilé sous les cèdres de Charles d'Espinay
- 1943 : Goupi Mains Rouges de Jacques Becker : Goupi-La-Loi
- 1945 : Les Enfants du paradis de Marcel Carné - film tourné en deux époques -
- 1945 : La Fiancée des ténèbres  de Serge de Poligny : M. Delmas
- 1946 : Jericho de Henri Calef : Le maire
- 1946 : Mission spéciale de Maurice de Canonge - film tourné en deux époques -
- 1946 : Le Pays sans étoiles de Georges Lacombe : le père d'Aurélia
- 1946 : Coïncidences de Serge Debecque
- 1946 : Panique de Julien Duvivier : M. Sauvage
- 1947 : Monsieur Badin de Georges Régnier - court métrage - : le directeur -
- 1947 : Les Chouans de Henri Calef : Galope Chopine
- 1947 : La Maison sous la mer de Henri Calef : le syndiqué
- 1947 : Monsieur Vincent de Maurice Cloche : un mendiant
- 1947 : Le Village perdu de Christian Stengel : le notaire
- 1948 : Ruy Blas de Pierre Billon : un ministre
- 1948 : Les Condamnés de Georges Lacombe : le colonel
- 1948 : Éternel Conflit de Georges Lampin : l'inspecteur
- 1948 : D'homme à hommes de Christian-Jaque : invité d'Elsa
- 1948 : L'Aigle à deux têtes de Jean Cocteau : le mari de Caroline
- 1949 : Les Amants de Vérone de André Cayatte : le grand-père
- 1949 : Entre onze heures et minuit de Henri Decoin : le marinier
- 1949 : Docteur Laennec de Maurice Cloche : le vieillard
- 1949 : Le Point du jour  de Louis Daquin : un vieux mineur[3]
- 1950 : La Souricière de Henri Calef : un juré
- 1950 : Un certain monsieur d'Yves Ciampi : le sacristain
- 1950 : Souvenirs perdus de Christian-Jaque
- 1951 : Sous le ciel de Paris coule la Seine (Sous le ciel de Paris)  de Julien Duvivier : le malade
- 1951 : Pas de pitié pour les femmes de Christian Stengel : Guillaume
- 1951 : Gibier de potence de Roger Richebé
- 1951 : Trois femmes  de André Michel
- 1952 : Les Dents longues de Daniel Gélin : le portier
- 1952 : Jocelyn de Jacques de Casembroot
- 1952 : Adorables créatures de Christian-Jaque : président du jury
- 1953 : Le Témoin de minuit  de Dimitri Kirsanov : le jardinier
- 1953 : Madame de... de Max Ophüls : Julien
- 1954 : Si Versailles m'était conté de Sacha Guitry
- 1954 : Les Révoltés de Lomanach de Richard Pottier : un chouan
- 1954 : Le Comte de Monte-Cristo de Robert Vernay : Un homme chez M. Morel à la vente du bateau (première époque : La Trahison)
- 1955 : Marguerite de la nuit de Claude Autant-Lara
- 1956 : Crime et Châtiment de Georges Lampin : un joueur de belote
- 1956 : En votre âme et conscience, épisode : L'Affaire Lesnier de Jean Prat
- 1957 : Madame Maxence a disparu de Bernard Hecht (téléfilm)
- 1958 : Ni vu, ni connu (ou L'Affaire Blaireau) d'Yves Robert : l'adjoint
- 1959 : Ce corps tant désiré de Luis Saslavsky
- 1960 : Recours en grâce de Laslo Benedek : le père d'Octave

## Théâtre
- 1912 : Faust de Johann Wolfgang von Goethe, théâtre de l'Odéon
- 1921 : Les Grognards de G. Lenotre et Henri Cain, Théâtre Sarah-Bernhardt[4]
- 1923 : Monsieur Le Trouhadec saisi par la débauche de Jules Romains, mise en scène Louis Jouvet, Comédie des Champs-Élysées
- 1923 : Knock ou Le triomphe de la médecine de Jules Romains, mise en scène Louis Jouvet, Comédie des Champs-Élysées
- 1923 : Amédée et les messieurs en rang de Jules Romains, mise en scène Louis Jouvet, Comédie des Champs-Élysées
- 1928 : La Maison des cœurs brisés de George Bernard Shaw, mise en scène Georges Pitoëff, théâtre des Mathurins
- 1934 : Rosalinde d'après Comme il vous plaira de William Shakespeare, mise en scène Jacques Copeau, Théâtre de l'Atelier
- 1937 : Des abeilles sur le pont supérieur de Jean-Baptiste Priestley, mise en scène Georges Pitoëff, théâtre des Mathurins
- 1940 : La Grande Catherine de George Bernard Shaw, mise en scène Paulette Pax, théâtre de l'Œuvre
- 1945 : La Folle de Chaillot de Jean Giraudoux, mise en scène Louis Jouvet,  théâtre de l'Athénée